# Santiago Solari
Santiago Solari, né le 7 octobre 1976 à Rosario, est un joueur de footballeur international argentin, évoluant au poste de milieu gauche, devenu entraîneur.
Solari se fait connaître avec River Plate, remportant la Copa Libertadores 1996. En 1999, il franchit l'océan Atlantique pour rejoindre l'Espagne et l'Atlético Madrid. Le milieu argentin vit une saison triste avec une descente en deuxième division. Le Real Madrid paye alors le montant de sa clause libératoire. Solari joue cinq ans au Real (2000-2005), en pleine période des « Galactiques », ces stars du football réunies sous le maillot merengue. Le milieu argentin rejoint ensuite l'Inter Milan, où son temps de jeu diminue. En 2008, Santiago s'en va terminer sa carrière en Amérique du Sud dans le club argentin de San Lorenzo, mexicain de CF Atlante et enfin uruguayen de Peñarol.
Au total, Solari dispute plus de deux cents rencontres et inscrit une vingtaine de buts avec le Real Madrid, décrochant sept titres : une Ligue des champions, une Coupe intercontinentale, une Supercoupe de l'UEFA, deux Championnats d'Espagne et deux Supercoupes d'Espagne. Auparavant, avec l'Atlético, Santiago joue deux finales de Coupe ibérique en deux ans, mais s'incline deux fois. À Milan, l'Argentin remporte trois titres de champion d'Italie en autant de saison, dispute trois finales de Coupes nationales mais n'en remporte qu'une et joue deux Supercoupes trans-alpines pour un seul sacre.
En équipe d'Argentine, Solari évolue dans l'ombre de joueurs comme Juan Sebastián Verón, Juan Román Riquelme ou Marcelo Gallardo. Entre 1999 et 2004, Santiago totalise onze sélections  pour un but inscrit et ne participe à aucune compétition internationale.
Santiago Solari choisit de rester dans le football après la fin de sa carrière. Journaliste dans un premier temps, il se forme au métier d'entraîneur en débutant auprès des jeunes du Real Madrid. Il dirige ensuite le Real Madrid Castilla, l'équipe réserve merengue à partir de 2016. En octobre 2018, Solari devient entraîneur de l'équipe première du Real Madrid. Il est limogé en mars 2019.

## Biographie

### Enfance et formation

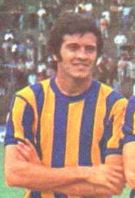
Eduardo Solari, son père, est aussi footballeur.

Santiago Solari possède les doubles nationalités argentine et espagnole. Il déclare en 2018 : « Je me sens Argentin et je me sens Espagnol, j'ai les deux nationalités parce que ma grand-mère était de Vigo », en Galice.
Dans la famille Solari, le football tient une grande place. Les frères Eduardo (es) et Jorge, jouent respectivement pour les rivaux acharnés de la ville de Rosario à partir des années 1960 : Newell's Old Boys et Rosario Central. Juste avant qu'Eduardo ne quitte le Central fin 1976, son premier fils Santiago naît. Deux frères et une sœur suivent ensuite. David (es) et Esteban deviennent aussi footballeur professionnel. Liz Solari (en) est, elle, top-modèle. Leur cousine Natalia, fille de Jorge, épouse le joueur professionnel Fernando Redondo qui devient cousin par alliance. Leur neveu Augusto Solari, fils du fils de Jorge, devient lui aussi footballeur de haut niveau. Cet oncle Jorge devient un entraîneur renommé. Surnommé « El Indio » (L'Indien) quand il jouait, Santiago y doit son surnom : « El Indiesito », le Petit Indien.
| \| \| \| \| \| \| \| \| \| \| \| \| \| \| \| \| \| \| \| \| \| \| \| \| \| Grands-parents Solari \| \| \| \| \| \| \| \| \| \| \| \| \| \| \| \| \| \| \| \| \| \| \| \| \| \| \| \| \| \| \| \| \| \| \| \| \| \| \| \| \| \| \| \| \| \| \| \| \| \| \| \| \| \| \| \| \| \| \| \| \| \| \| \| \| \| \| \| \| \| \| \| \| \| \| \| \| \| \| \| \| \| \| \| \| \| \| \| \| \| \| \| \| \| \| \| \| \| \| \| \| \| \| \| \| \| \| \| \| \| \| \| \| \| \| \| \| \| \| \| \| \| \| \| \| \| \| \| \| \| \| \| \| \| \| \| \| \| \| \| \| \| \| \| \| Alicia Susana Poggio \| Alicia Susana Poggio \| Alicia Susana Poggio \| Alicia Susana Poggio \| Alicia Susana Poggio \| Alicia Susana Poggio \| \| \| Eduardo Solari (es) \| Eduardo Solari (es) \| Eduardo Solari (es) \| Eduardo Solari (es) \| Eduardo Solari (es) \| Eduardo Solari (es) \| \| \| \| \| \| \| \| \| \| \| \| \| \| \| \| \| \| \| Jorge Solari \| Jorge Solari \| Jorge Solari \| Jorge Solari \| Jorge Solari \| Jorge Solari \| \| \| \| \| \| \| \| \| \| \| \| \| \| \| \| \| \| Alicia Susana Poggio \| Alicia Susana Poggio \| Alicia Susana Poggio \| Alicia Susana Poggio \| Alicia Susana Poggio \| Alicia Susana Poggio \| \| \| Eduardo Solari (es) \| Eduardo Solari (es) \| Eduardo Solari (es) \| Eduardo Solari (es) \| Eduardo Solari (es) \| Eduardo Solari (es) \| \| \| \| \| \| \| \| \| \| \| \| \| \| \| \| \| \| \| Jorge Solari \| Jorge Solari \| Jorge Solari \| Jorge Solari \| Jorge Solari \| Jorge Solari \| \| \| \| \| \| \| \| \| \| \| \| \| \| \| \| \| \| \| \| \| \| \| \| \| \| \| \| \| \| \| \| \| \| \| \| \| \| \| \| \| \| \| \| \| \| \| \| \| \| \| \| \| \| \| \| \| \| \| \| \| \| \| \| \| \| \| \| \| \| \| \| \| \| \| \| \| \| \| \| \| \| \| \| \| \| \| \| \| \| \| \| \| \| \| \| \| \| \| \| \| \| \| \| \| \| \| \| \| \| \| \| \| \| \| \| \| \| \| \| \| \| \| \| Santiago \| Santiago \| Santiago \| Santiago \| Santiago \| Santiago \| \| \| David (es) \| David (es) \| David (es) \| David (es) \| David (es) \| David (es) \| \| \| Liz (en) \| Liz (en) \| Liz (en) \| Liz (en) \| Liz (en) \| Liz (en) \| \| \| Esteban \| Esteban \| Esteban \| Esteban \| Esteban \| Esteban \| \| \| Jorgito \| Jorgito \| Jorgito \| Jorgito \| Jorgito \| Jorgito \| \| \| Natalia \| Natalia \| Natalia \| Natalia \| Natalia \| Natalia \| \| \| Fernando Redondo \| Fernando Redondo \| Fernando Redondo \| Fernando Redondo \| Fernando Redondo \| Fernando Redondo \| \| Santiago \| Santiago \| Santiago \| Santiago \| Santiago \| Santiago \| \| \| David (es) \| David (es) \| David (es) \| David (es) \| David (es) \| David (es) \| \| \| Liz (en) \| Liz (en) \| Liz (en) \| Liz (en) \| Liz (en) \| Liz (en) \| \| \| Esteban \| Esteban \| Esteban \| Esteban \| Esteban \| Esteban \| \| \| Jorgito \| Jorgito \| Jorgito \| Jorgito \| Jorgito \| Jorgito \| \| \| Natalia \| Natalia \| Natalia \| Natalia \| Natalia \| Natalia \| \| \| Fernando Redondo \| Fernando Redondo \| Fernando Redondo \| Fernando Redondo \| Fernando Redondo \| Fernando Redondo \| \| \| \| \| \| \| \| \| \| \| \| \| \| \| \| \| \| \| \| \| \| \| \| \| \| \| \| \| \| \| \| \| \| \| \| \| \| \| \| \| \| \| \| \| \| \| \| \| \| \| \| \| \| \| \| \| \| \| \| \| \| \| \| \| \| \| \| \| \| \| \| \| \| \| \| \| \| \| \| \| \| \| \| \| \| \| \| \| Augusto \| \| \| \| \| \| \| \| \| \| \| \| \| \| \| \| \| \| \| \| \| \| |          |          |          |                      |                      |                      |                      |                      |                      |            |            |                     |                     |                     |                     |                     |                     |          |          |          |          |  |  |                       |         |         |         |         |         |  |  |         |         |         |         |              |              |              |              |              |              |         |         |         |         |  |  |                  |                  |                  |                  |                  |                  |
| |          |          |          |                      |                      |                      |                      |                      |                      |            |            |                     |                     |                     |                     |                     |                     |          |          |          |          |  |  | Grands-parents Solari |         |         |         |         |         |  |  |         |         |         |         |              |              |              |              |              |              |         |         |         |         |  |  |                  |                  |                  |                  |                  |                  |
| |          |          |          |                      |                      |                      |                      |                      |                      |            |            |                     |                     |                     |                     |                     |                     |          |          |          |          |  |  |                       |         |         |         |         |         |  |  |         |         |         |         |              |              |              |              |              |              |         |         |         |         |  |  |                  |                  |                  |                  |                  |                  |
| |          |          |          |                      |                      |                      |                      |                      |                      |            |            |                     |                     |                     |                     |                     |                     |          |          |          |          |  |  |                       |         |         |         |         |         |  |  |         |         |         |         |              |              |              |              |              |              |         |         |         |         |  |  |                  |                  |                  |                  |                  |                  |
| |          |          |          | Alicia Susana Poggio | Alicia Susana Poggio | Alicia Susana Poggio | Alicia Susana Poggio | Alicia Susana Poggio | Alicia Susana Poggio |            |            | Eduardo Solari (es) | Eduardo Solari (es) | Eduardo Solari (es) | Eduardo Solari (es) | Eduardo Solari (es) | Eduardo Solari (es) |          |          |          |          |  |  |                       |         |         |         |         |         |  |  |         |         |         |         | Jorge Solari | Jorge Solari | Jorge Solari | Jorge Solari | Jorge Solari | Jorge Solari |         |         |         |         |  |  |                  |                  |                  |                  |                  |                  |
| |          |          |          | Alicia Susana Poggio | Alicia Susana Poggio | Alicia Susana Poggio | Alicia Susana Poggio | Alicia Susana Poggio | Alicia Susana Poggio |            |            | Eduardo Solari (es) | Eduardo Solari (es) | Eduardo Solari (es) | Eduardo Solari (es) | Eduardo Solari (es) | Eduardo Solari (es) |          |          |          |          |  |  |                       |         |         |         |         |         |  |  |         |         |         |         | Jorge Solari | Jorge Solari | Jorge Solari | Jorge Solari | Jorge Solari | Jorge Solari |         |         |         |         |  |  |                  |                  |                  |                  |                  |                  |
| |          |          |          |                      |                      |                      |                      |                      |                      |            |            |                     |                     |                     |                     |                     |                     |          |          |          |          |  |  |                       |         |         |         |         |         |  |  |         |         |         |         |              |              |              |              |              |              |         |         |         |         |  |  |                  |                  |                  |                  |                  |                  |
| |          |          |          |                      |                      |                      |                      |                      |                      |            |            |                     |                     |                     |                     |                     |                     |          |          |          |          |  |  |                       |         |         |         |         |         |  |  |         |         |         |         |              |              |              |              |              |              |         |         |         |         |  |  |                  |                  |                  |                  |                  |                  |
| Santiago | Santiago | Santiago | Santiago | Santiago             | Santiago             |                      |                      | David (es)           | David (es)           | David (es) | David (es) | David (es)          | David (es)          |                     |                     | Liz (en)            | Liz (en)            | Liz (en) | Liz (en) | Liz (en) | Liz (en) |  |  | Esteban               | Esteban | Esteban | Esteban | Esteban | Esteban |  |  | Jorgito | Jorgito | Jorgito | Jorgito | Jorgito      | Jorgito      |              |              | Natalia      | Natalia      | Natalia | Natalia | Natalia | Natalia |  |  | Fernando Redondo | Fernando Redondo | Fernando Redondo | Fernando Redondo | Fernando Redondo | Fernando Redondo |
| Santiago | Santiago | Santiago | Santiago | Santiago             | Santiago             |                      |                      | David (es)           | David (es)           | David (es) | David (es) | David (es)          | David (es)          |                     |                     | Liz (en)            | Liz (en)            | Liz (en) | Liz (en) | Liz (en) | Liz (en) |  |  | Esteban               | Esteban | Esteban | Esteban | Esteban | Esteban |  |  | Jorgito | Jorgito | Jorgito | Jorgito | Jorgito      | Jorgito      |              |              | Natalia      | Natalia      | Natalia | Natalia | Natalia | Natalia |  |  | Fernando Redondo | Fernando Redondo | Fernando Redondo | Fernando Redondo | Fernando Redondo | Fernando Redondo |
| |          |          |          |                      |                      |                      |                      |                      |                      |            |            |                     |                     |                     |                     |                     |                     |          |          |          |          |  |  |                       |         |         |         |         |         |  |  |         |         |         |         |              |              |              |              |              |              |         |         |         |         |  |  |                  |                  |                  |                  |                  |                  |
| |          |          |          |                      |                      |                      |                      |                      |                      |            |            |                     |                     |                     |                     |                     |                     |          |          |          |          |  |  |                       |         |         |         |         |         |  |  | Augusto |         |         |         |              |              |              |              |              |              |         |         |         |         |  |  |                  |                  |                  |                  |                  |                  |

Son père Eduardo (es) reconverti entraîneur, Santiago vit en Espagne, en Colombie, au Mexique et dans plusieurs villes en Argentine. Il commence le football à la Stockton University (en) dans le New Jersey aux États-Unis. Un an après son retour dans son pays natal, Santiago intègre le club des Newell's Old Boys en 1994-1995. Pour l'exercice 1995-1996, Santiago rejoint le Club Renato Cesarini (es), académie formée par son père et son oncle en 1978.

### Débuts en Argentine
Santiago Solari joue au CA River Plate entre 1996 et 1998. Il entre en fin de la finale retour de la Supercopa Sudamericana 1997 remportée face au São Paulo FC (0-0, 2-1).

### Confirmation à Madrid (1998-2002)
Fin 1998, Santiago Solari franchit l'océan Atlantique et est transféré de River Plate à l'Atlético Madrid. N'ayant pas d'agent, Solari juge a posteriori la transaction « très compliqué, cela m'a même procuré des dissensions, comme par exemple celle avec la sélection nationale argentine ».
D'après Santiago : « L'Atlético Madrid est le club le plus argentin d'Espagne, vu l'intensité de ses supporters pendant les matches et leur passion si extravertie », écrit-il en 2012 pour le quotidien espagnol El Pais. Il évolue une saison et demie chez les Colchoneros, avec le numéro 9. Lors de ses six premiers mois, il ne prend part qu’à quatre rencontres toutes compétitions confondues, dont une seule titularisation, et entre à la mi-temps de la finale de Coupe du Roi perdue contre le Valence CF. En 1999-2000, l’Hispano-argentin s’impose dans l’entre-jeu au cours d’une saison marquée par une seconde défaite consécutive en finale de Coupe, contre l’Espanyol Barcelone (1-2) et une relégation en deuxième division.
À l'été 2000, le Real Madrid paye alors le montant de sa clause libératoire de 3,5 M€,. Il s'agit du dernier transfert entre les deux clubs madrilènes, liés ensuite par un accord tacite de non-agression, jusqu'au transfert du Français Théo Hernandez vers le Real en 2017.
Solari est présent sur les feuilles de match, mais n'entre pas en jeu, lors des défaites en Supercoupe de l'UEFA 2000 contre Galatasaray SK (1-2 ap) et Coupe intercontinentale 2000 contre le club de son pays natal, le CA Boca Juniors (1-2).

En finale de C1 2002, Solari est titulaire sur la gauche du milieu madrilène.

Évoluant au poste de milieu gauche, Solari fait partie de l'équipe des Galactiques du Real Madrid qui remporte la Ligue des champions 2002. Titulaire lors de la finale contre le Bayer Leverkusen, Santiago initie l'action menant au but décisif de Zidane (2-1). En 2002, Solari reçoit le trophée de « joueur de football le plus sexy de l'année » octroyé par les abonnés de la chaîne espagnole Canal+.

### Remplaçant de luxe des Galactiques (2002-2005)
Après avoir remporté la Coupe d'Europe avec cette équipe de stars mondiales, Solari n'entre peu à peu plus dans les plans de l'entraîneur Vicente del Bosque pour la saison 2002-2003. L'Argentin entre en fin de rencontre lors de la Supercoupe de l'UEFA 2002 puis de la Coupe intercontinentale 2002.
Au sein de cette pléiade de stars pendant cinq saisons, le milieu gauche joue un rôle secondaire dans la chasse aux trophées, en pleine période des « Galactiques ». Au total, Solari dispute  208 matchs toutes compétitions avec le Real en cinq saisons, décrochant sept titres : une Ligue des Champions, une Coupe Intercontinentale, une Supercoupe d'Europe, deux Championnats d'Espagne et deux Supercoupes d'Espagne.

### Poursuite à l'Inter Milan (2005-2008)
À l'été 2005, Santiago Solari rejoint le FC Internazionale Milano pour trois ans contre deux millions d'euros. L'Argentin conserve son numéro 21, déjà sien au Real Madrid.
En 2005-2006, le Championnat d'Italie connait sa page la plus sombre et l'affaire des matchs truqués du Calcio. Le titre est obtenu sur tapis vert par l'Inter, quinze ans après le précédent (le 14e de son histoire). L'effectif est alors l'un des plus talentueux au monde et compte bon nombre d'internationaux. Solari ne participe qu'à douze rencontres de Serie A pour trois buts.
Lors de la saison 2006-2007, l'Inter réussit un exceptionnel début de championnat puisque cette équipe réussit à battre non seulement le record de victoires de suite en Serie A avec onze victoires, mais également le record des cinq grands championnats. Le 22 avril 2007, le club conserve son Scudetto après une saison qu'elle domine du début à la fin. Solari joue davantage avec 21 rencontres de Calcio pour un seul but.
Lors de la saison 2007-2008, l'Inter est sacrée pour la troisième fois consécutive championne d'Italie mais Santiago ne joue que quelques rencontres. Les Nerazzurri sont restés les premiers du classement durant pratiquement l'intégralité de la saison. En Ligue des champions, l'Inter est éliminée par Liverpool en huitièmes de finale.
À l'Inter Milan, l’international albiceleste rafle trois championnats d’Italie (2005-2006, 2006-2007, 2007-2008) et une Coupe d’Italie (2005-2006).

### Globe-trotter pour finir (2008-2011)
Après des passages à San Lorenzo (Argentine) lors de la saison 2009-2010, Solari évolue au CF Atlante (Mexique) avec qui il participe à la Coupe du monde des clubs de la FIFA 2009. Santiago marque le premier tir-au-but du match pour la 3e place mais son équipe s'incline ensuite.
Le natif de Rosario raccroche les crampons à 35 ans au sein du club uruguayen du CA Peñarol, en janvier 2011.

### En équipe nationale (1999-2004)
Santiago Solari joue son premier match avec l'équipe d'Argentine A le 17 novembre 1999 contre l'Espagne.
Solari compte 11 sélections (1 but) en équipe d'Argentine.

### Reconversion comme entraîneur

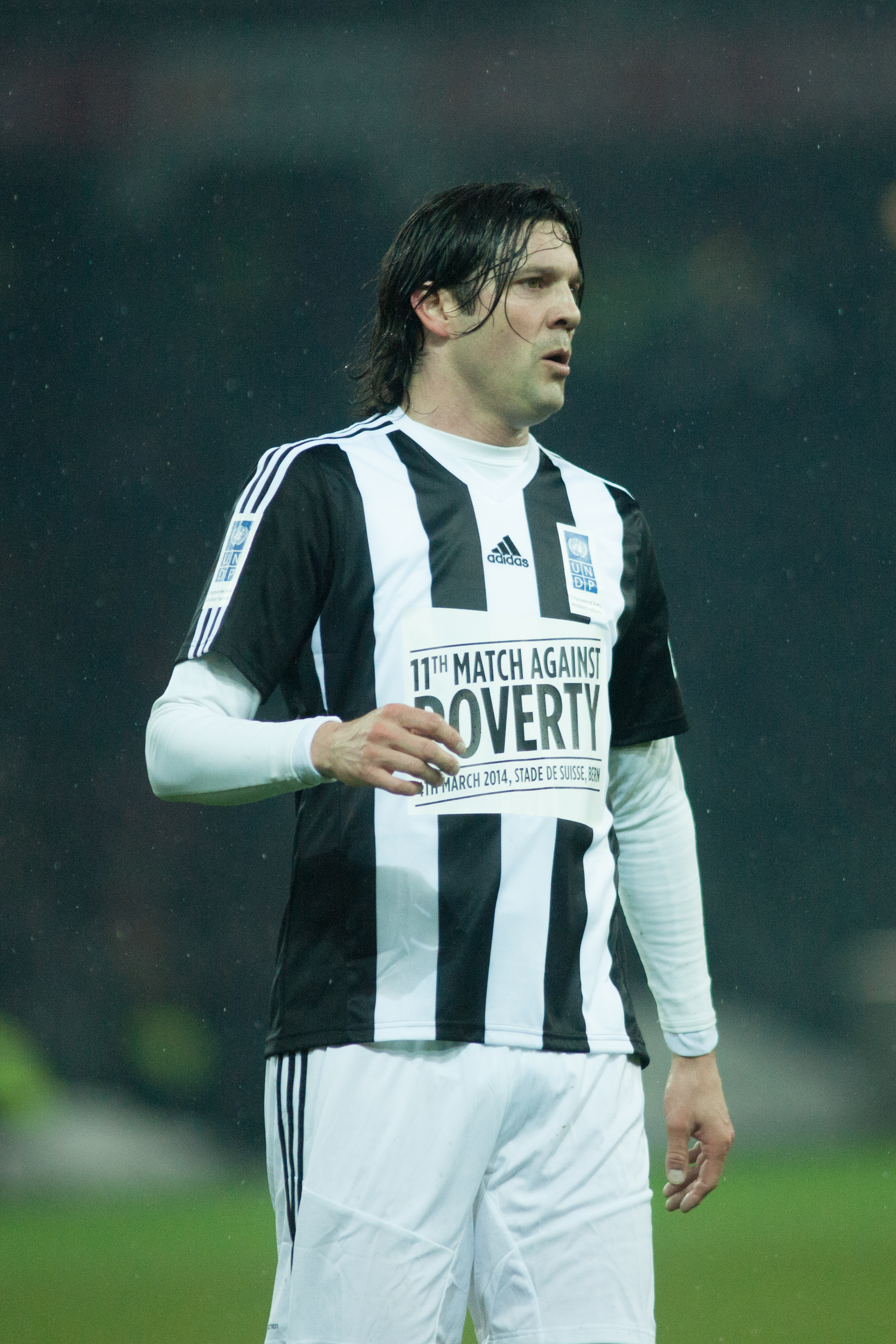
Santiago Solari en 2014.

Santiago Solari choisit de rester dans le football après la fin de sa carrière. Un temps chroniqueur du quotidien espagnol El Pais, il se forme au métier d'entraîneur. Santiago prend la gestion des U18 du Real Madrid CF de juillet à décembre 2015, puis dans la catégorie supérieure, en U19, jusqu’en juin 2016. Pour la saison 2016-2017, Solari prend les rênes du Real Madrid Castilla, l'équipe réserve merengue. Sur le banc de la réserve, Solari connaît une première saison mitigée achevée à la huitième place de sa poule de Segunda B (troisième division). Mais il démarre mieux la saison 2018-2019, avec une quatrième place après dix journées à trois points du premier,. Au total, Santiago dirige 86 rencontres, pour 32 victoires, 29 matchs nuls et 25 défaites.
Le 29 octobre 2018, il devient entraîneur de l'équipe première du Real Madrid à la suite du licenciement de Julen Lopetegui. Le 13 novembre 2018, il est confirmé à ce poste jusqu'en 2021. Le technicien argentin remporte ses quatre premiers matchs sur le banc madrilène. Son équipe inscrit quinze buts sur ces rencontres, alors même qu’elle bat le record de la plus longue disette offensive de l’histoire du club plus tôt dans la saison. Sans bouleverser l’équipe-type, Solari fait des choix forts, notamment en faisant de Thibaut Courtois son gardien titulaire, par exemple. Il met aussi Isco sur le banc, mettant en place un jeu plus direct, avec Gareth Bale et Lucas Vázquez pour entourer Karim Benzema.
Le 11 mars 2019, il est remplacé par Zinédine Zidane après que le Real a été éliminé de la Coupe d'Espagne, de la Ligue des champions et pointe à douze points du leader en championnat.
Le 29 décembre 2020, il est nommé entraîneur principal du Club América de Mexico. L'ancien milieu de terrain dirigera l'écurie mexicaine en 2021.
Santiago Solari revient au Real en tant que directeur du centre d'entraînement du club, en 2022, puis en tant que directeur du football en décembre 2023.

## Style de jeu

### Profil de joueur
Solari évolue comme milieu ou ailier gauche. Au Real Madrid, il combine souvent avec Zinédine Zidane sur l'aile gauche. C'est d'ailleurs sur une action initiée par Solari et poursuivie par Roberto Carlos que le Français inscrit l'un des plus beaux buts de l'histoire de la Ligue des champions de l'UEFA et sa reprise de volée contre le Bayer Leverkusen lors de la finale de 2002. Par ailleurs, les deux hommes partagent une même admiration pour l'ancien attaquant uruguayen Enzo Francescoli.

### Profil d'entraîneur
À sa prise en main de l'équipe première du Real Madrid fin 2018, Santiago met en place un jeu plus direct. Pour ce faire, il remplace le meneur de jeu Isco par l'ailier rapide Lucas Vázquez.
Après trois défaites consécutives, deux en clasico dont une élimination de La Copa del Rey et une grande défaite contre l'Ajax Amsterdam (1 - 4) qui fait éliminer le Real de la Ligue des champions, le public se manifeste contre le président Florentino Perez. Sous cette grande pression, le club limoge l'entraineur Argentin. Il quitte donc son poste d'entraîneur de Real Madrid en 12 mars 2019 pour céder sa place à Zidane pour prendre le relai de l'équipe 9 mois après son départ.

## Statistiques

### Statistiques de joueur par saison
Solari marque sept buts en 72 matchs de Coupe d'Europe. Il joue aussi la Supercoupe de l'UEFA 2002 avec le Real Madrid CF.
| Saison                | Club                      | Championnat           | Championnat | Championnat | Coupe(s) nationale(s) | Coupe(s) nationale(s) | Supercoupe | Supercoupe | Compétition(s) continentale(s) | Compétition(s) continentale(s) | Compétition(s) continentale(s) | Autres | Autres | Argentine | Argentine | Total | Total |
| Saison                | Club                      | Division              | M.          | B.          | M.                    | B.                    | M.         | B.         | Comp.                          | M.                             | B.                             | M.     | B.     | M.        | B.        | M.    | B.    |
| 1995-1996             | Club Renato Cesarini (es) | ?                     | 9           | 1           | -                     | -                     | -          | -          | -                              | -                              | -                              | -      | -      | -         | -         | 9     | 1     |
| 1996-1997             | CA River Plate            | D1                    | 24          | 2           | -                     | -                     | -          | -          | -                              | -                              | -                              | -      | -      | -         | -         | 24    | 2     |
| 1997-1998             | CA River Plate            | D1                    | 26          | 5           | -                     | -                     | -          | -          | -                              | -                              | -                              | 1      | -      | -         | -         | 27    | 5     |
| 1998-1999             | CA River Plate            | D1                    | 16          | 5           | -                     | -                     | -          | -          | -                              | -                              | -                              | -      | -      | -         | -         | 16    | 5     |
| Sous-total            | Sous-total                | Sous-total            | 66          | 12          | 0                     | 0                     | 0          | 0          | -                              | 0                              | 0                              | 1      | 0      | 0         | 0         | 67    | 12    |
| 1999                  | Atlético Madrid           | Liga                  | 12          | 1           | 3                     | -                     | -          | -          | C3                             | 1                              | -                              | -      | -      | -         | -         | 16    | 1     |
| 1999-2000             | Atlético Madrid           | Liga                  | 34          | 6           | 4                     | -                     | -          | -          | C3                             | 7                              | -                              | -      | -      | 1         | -         | 46    | 6     |
| Sous-total            | Sous-total                | Sous-total            | 46          | 7           | 7                     | 0                     | 0          | 0          | -                              | 8                              | 0                              | 0      | 0      | 1         | 0         | 62    | 7     |
| 2000-2001             | Real Madrid CF            | Liga                  | 14          | 1           | 1                     | -                     | -          | -          | C1                             | 10                             | 1                              | -      | -      | 1         | 1         | 26    | 3     |
| 2001-2002             | Real Madrid CF            | Liga                  | 28          | 1           | 9                     | -                     | 2          | -          | C1                             | 14                             | 4                              | -      | -      | 2         | -         | 55    | 5     |
| 2002-2003             | Real Madrid CF            | Liga                  | 28          | -           | 3                     | 1                     | -          | -          | C1                             | 11                             | -                              | 2      | -      | 5         | -         | 49    | 1     |
| 2003-2004             | Real Madrid CF            | Liga                  | 34          | 5           | 9                     | 2                     | 1          | -          | C1                             | 9                              | 2                              | -      | -      | 1         | -         | 54    | 9     |
| 2004-2005             | Real Madrid CF            | Liga                  | 27          | 3           | 2                     | 2                     | -          | -          | C1                             | 5                              | -                              | -      | -      | 1         | -         | 35    | 5     |
| Sous-total            | Sous-total                | Sous-total            | 131         | 10          | 24                    | 5                     | 3          | 0          | -                              | 49                             | 7                              | 2      | 0      | 10        | 1         | 219   | 23    |
| 2005-2006             | Inter Milan               | Serie A               | 12          | 3           | 7                     | 2                     | -          | -          | C1                             | 6                              | -                              | -      | -      | -         | -         | 25    | 5     |
| 2006-2007             | Inter Milan               | Serie A               | 21          | 1           | 5                     | -                     | -          | -          | C1                             | 4                              | -                              | -      | -      | -         | -         | 30    | 1     |
| 2007-2008             | Inter Milan               | Serie A               | 4           | -           | 5                     | 1                     | -          | -          | C1                             | 5                              | -                              | -      | -      | -         | -         | 14    | 1     |
| Sous-total            | Sous-total                | Sous-total            | 37          | 4           | 17                    | 3                     | 0          | 0          | -                              | 15                             | 0                              | 0      | 0      | 0         | 0         | 69    | 7     |
| 2008-2009             | CA San Lorenzo            | D1                    | 26          | 4           | -                     | -                     | -          | -          | -                              | 3                              | -                              | -      | -      | -         | -         | 29    | 4     |
| 2009-2010             | CF Atlante                | D1                    | 29          | 4           | 2                     | -                     | -          | -          | -                              | 3                              | -                              | -      | -      | -         | -         | 34    | 4     |
| 2010-2011             | CF Atlante                | D1                    | 4           | 1           | -                     | -                     | -          | -          | -                              | -                              | -                              | -      | -      | -         | -         | 4     | 1     |
| 2011                  | CA Peñarol                | D1                    | 9           | -           | -                     | -                     | -          | -          | -                              | 2                              | -                              | -      | -      | -         | -         | 11    | 0     |
| Total sur la carrière | Total sur la carrière     | Total sur la carrière | 291         | 32          | 50                    | 8                     | 3          | 0          | -                              | 80                             | 7                              | 3      | -      | 11        | 1         | 438   | 48    |

### Sélections internationales
| #  | Date       | Domicile     | Extérieur | Score | Compétition        | Note        |
| -- | ---------- | ------------ | --------- | ----- | ------------------ | ----------- |
| 1  | 1999-11-17 | Espagne      | Argentine | 0-2   |                    | Entré       |
| 2  | 2000       |              |           |       |                    | But inscrit |
| 3  | 2002-03-27 | Argentine    | Cameroun  | 2-2   | A                  | Entré       |
| 4  | 2002-04-17 | Allemagne    | Argentine | 0-1   | A                  | Entré       |
| 5  | 2002-11-20 | Japon        | Argentine | 0-2   | A                  | Entré       |
| 6  | 2003-02-12 | Pays-Bas     | Argentine | 1-0   | A                  |             |
| 7  | 2003-04-30 | Libye        | Argentine | 1-3   | A                  |             |
| 8  | 2003-06-08 | Japon        | Argentine | 1-4   | A                  |             |
| 9  | 2003-06-11 | Corée du Sud | Argentine | 0-1   | A                  |             |
| 10 | 2004-04-28 | Maroc        | Argentine | 0-1   | A                  |             |
| 11 | 2004-11-16 | Argentine    | Venezuela | 3-2   | Qual. Mondial 2006 |             |

### Statistiques d'entraîneur
| Saison                | Club                  | Championnat           | Championnat | Championnat | Coupe(s) nationale(s) | Coupe(s) nationale(s) | Compétition(s) continentale(s) | Compétition(s) continentale(s) | Compétition(s) continentale(s) | Total | Total |
| Saison                | Club                  | Division              | M           | %v          | M                     | %v                    | C                              | M                              | %v                             | M     | %v    |
| --------------------- | --------------------- | --------------------- | ----------- | ----------- | --------------------- | --------------------- | ------------------------------ | ------------------------------ | ------------------------------ | ----- | ----- |
| 2015-2016             | Real Madrid U19       |                       |             |             |                       |                       | YL                             | 4                              | 75%                            |       |       |
| 2016-2017             | Real Madrid Castilla  | D3                    | 38          | 34%         |                       |                       |                                |                                |                                |       |       |
| 2017-2018             | Real Madrid Castilla  | D3                    | 38          | 37%         |                       |                       |                                |                                |                                |       |       |
| 2018                  | Real Madrid Castilla  | D3                    | 10          | 50%         |                       |                       |                                |                                |                                |       |       |
| 2018-2019             | Real Madrid CF        | D1                    | 3           | 67%         | 1                     | 100%                  | C1                             | 2                              | 100%                           | 6     | 83%   |
| Total sur la carrière | Total sur la carrière | Total sur la carrière |             |             |                       |                       | -                              |                                |                                |       |       |

## Palmarès

### Joueur
Santiago Solari remporte son premier trophée international à l'occasion du sacre en Supercopa Sudamericana 1997 avec le CA River Plate. Au Real Madrid CF, l'Argentin est présent sur les feuilles de match, mais n'entre pas en jeu, lors des défaites en Supercoupe de l'UEFA 2000 et Coupe intercontinentale 2000. Après la victoire en Ligue des champions 2001-2002, il gagne ces deux compétitions en août et décembre 2002.
Dans les compétitions nationales, Solari remporte trois Championnats d'Argentine avec River Plate. En Espagne, après deux finales perdues de Coupe d'Espagne avec l'Atlético Madrid, il en perd deux autres avec le Real Madrid mais conquiert deux Championnats d'Espagne combinée à deux Supercoupes ibérique. En trois saisons à l'Inter Milan, Santiago obtient trois Scudetti, dont le premier sur tapis-vert. Il est aussi sacré en Coupe d'Italie 2005-2006, il perd les deux finales suivantes en n'entrant pas en jeu. Santiago est aussi sur la feuille de match des Supercoupes d'Italie en 2005 et 2006. Mais, restant sur le banc des remplaçants, il ne peut se voir attribuer les deux trophées malgré les victoires intéristes. En 2007, Solari n'est pas sur la feuille de match.
| International | Championnats | Coupes nationales |
| --- | --- | --- |
| - Coupe intercontinentale (1) - Vainqueur : 2002 avec le Real Madrid - Supercoupe de l'UEFA (1) - Vainqueur : 2002 avec le Real Madrid - Supercopa Sudamericana (1) - Vainqueur : 1997 avec River Plate - Ligue des champions (1) - Vainqueur : 2002 avec le Real Madrid | - Championnat d'Argentine (3) - Champion : 1996 Ouverture, 1997 Clôture et 1997 Ouverture avec River Plate - Championnat d'Espagne (2) - Champion : 2001 et 2003 avec le Real Madrid - Vice-champion : 2005 avec le Real Madrid - Championnat d'Italie (3) - Champion : 2006, 2007 et 2008 avec l'Inter Milan | - Supercoupe d'Espagne (2) - Vainqueur : 2001 et 2003 avec le Real Madrid - Coupe d'Italie (1) - Vainqueur : 2006 avec l'Inter Milan - Coupe d'Espagne - Finaliste : 1999 et 2000 avec l'Atlético Madrid, 2002 et 2004 avec le Real Madrid |

### Entraîneur
| Palmarès collectif de Santiago Solari                                      | Palmarès collectif de Santiago Solari | Palmarès collectif de Santiago Solari |
| International                                                              | Championnats                          | Coupes nationales                     |
| -------------------------------------------------------------------------- | ------------------------------------- | ------------------------------------- |
| - Coupe du monde des clubs FIFA (1) - Vainqueur : 2018 avec le Real Madrid |                                       |                                       |